# Salto de la Novia

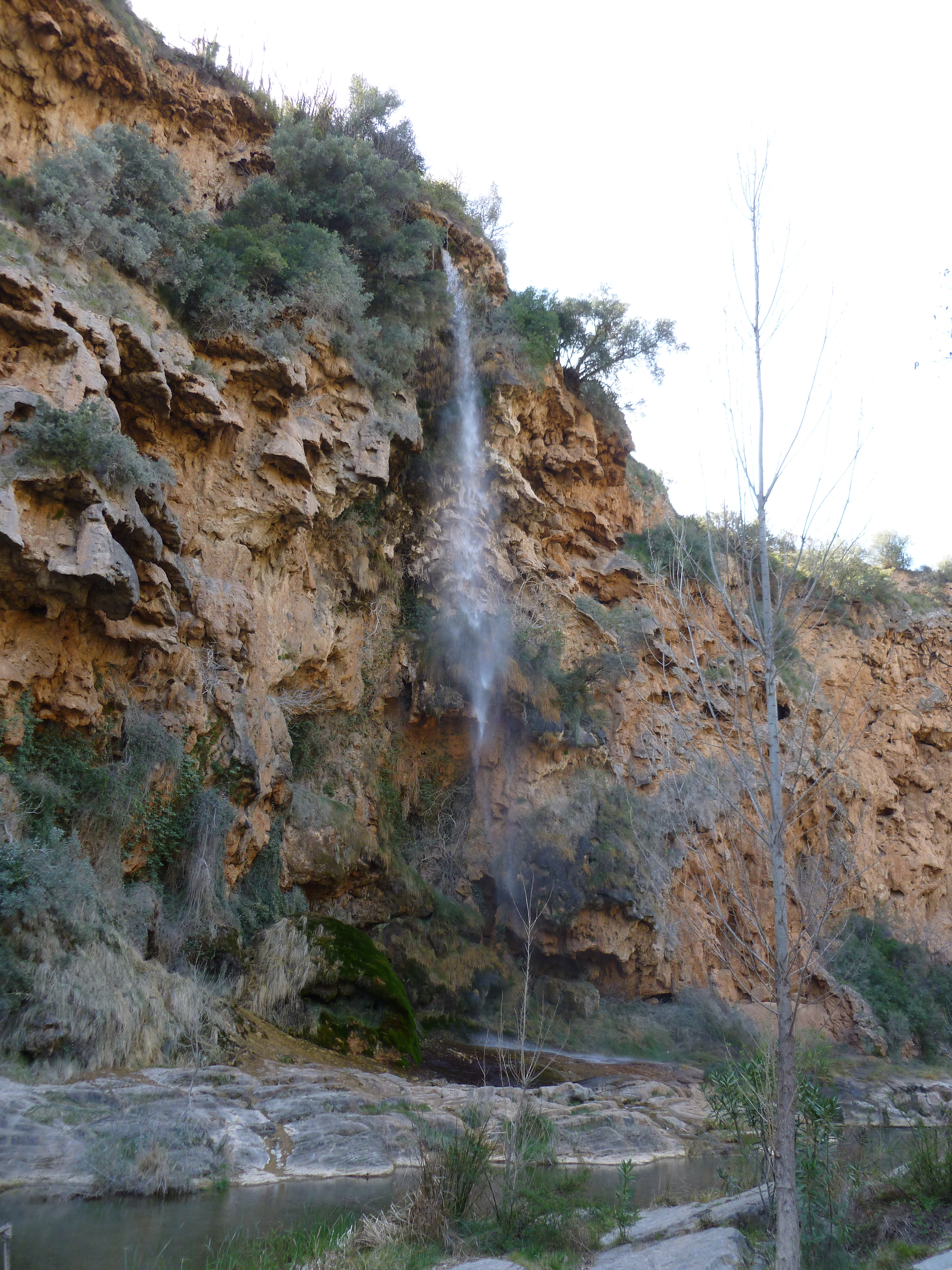
Cascada del salto de la Novia

El Salto de la Novia es una cascada de 30 metros que se encuentra a la localidad española de Navajas, en la comarca del Alto Palancia, en la provincia de Castellón. Se encuentra casi a un kilómetro al sudeste de la población y está formado por la cascada del Brazal, un salto de agua que cae suspendido de la roca en un solo tramo.
Está situado en un lugar emblemático, puesto que está a borde del río Palancia y es un lugar turístico visitado por miles de personas que se acercan, sobre todo en verano, puesto que el ayuntamiento organiza eventos junto a la cascada. Este salto se formó hace millones de años, igual que las paredes calcáreas, por la erosión del terreno y el paso de los años. Además, en los alrededores de la cascada hay muchas cuevas debido a la misma erosión del agua.

## Leyenda
La leyenda local cuenta que, cuando las parejas iban a casarse, las novias tenían que saltar el río en este punto para demostrar que el amor a la pareja era verdadero, y si lo lograban, el matrimonio sería feliz. Pero, una vez, una no lo logró, y fue atrapada junto con su novio, que se lanzó a rescatarla por un remolino del río, donde los dos murieron.